# Elecciones parlamentarias de Lituania de 2024
Los días 13 y 27 de octubre de 2024 se celebrarán elecciones parlamentarias en Lituania para elegir a los 141 miembros del Seimas. 71 de ellos serán elegidos en distritos electorales uninominales utilizando el sistema de balotaje, y los 70 restantes en un distrito electoral único a nivel nacional utilizando representación proporcional.  La primera ronda se celebrará el 13 de octubre y la segunda el 27 de octubre.

## Antecedentes
Las elecciones de 2020 las ganó la Unión de la Patria - Demócrata-Cristianos Lituanos (TS-LKD), que formó una coalición con el Movimiento Liberal (LS) y el Partido de la Libertad (LP). El Gabinete Šimonytė fue nombrado por el presidente Gitanas Nausėda el 7 de diciembre de 2020, después de que el Seimas aprobara a Ingrida Šimonytė como primera ministra. El 11 de diciembre se aprobó el programa de Gobierno, con lo que el gabinete tomó posesión oficialmente. Los principales acontecimientos nacionales y extranjeros durante el período incluyen la pandemia de COVID-19 en Lituania, las Protestas en Bielorrusia de 2020-2021 y la Crisis migratoria entre Bielorrusia y la Unión Europea de 2021-2022, y la invasión rusa de Ucrania.
Las elecciones municipales de 2023 fueron ganadas por el opositor Partido Socialdemócrata de Lituania (LSDP), con la Unión de la Patria - Demócrata-Cristianos Lituanos (TS-LKD) en segundo lugar. En la siguiente cita electoral, la candidata y primera ministra, de la Unión de la Patria (TS-LKD), Ingrida Šimonytė, fue derrotada por el titular Gitanas Nausėda en las elecciones presidenciales de 2024 con la mayor proporción de votos en la historia de las elecciones presidenciales en Lituania. Sin embargo para las siguientes elecciones, la Unión de la Patria terminó en primer lugar en las elecciones europeas de 2024 en Lituania, con los socialdemócratas en segundo lugar. La Unión de Campesinos y Verdes de Lituania (LVŽS), que era el partido más grande en el Seimas antes de las elecciones parlamentarias de 2020, se convierte en la principal fuerza de oposición, pero la pérdida de poder provoca importantes conflictos internos. Así, el partido se dividió entre los partidarios de su presidente, Ramūnas Karbauskis, y los del ex primer ministro Saulius Skvernelis, que no estaban de acuerdo sobre el papel que debía desempeñar el LVŽS en la oposición, y cada uno de ellos intentó colocar a sus leales dentro del gabinete en la sombra. Estas disensiones llevaron a la división del partido, los liderados por Skvernelis, formaron la Unión de Demócratas 'Por Lituania' (DSVL) en 2022.
Otros cambios notables en el panorama político desde 2020 incluyeron la creación de Amanecer de Nemunas (NA), liderado por el candidato presidencial Remigijus Žemaitaitis después de su expulsión de Libertad y Justicia (LT) debido a sus declaraciones antisemitas, que creció en popularidad después de las elecciones presidenciales de 2024, así como el pobre desempeño del Partido del Trabajo (DP), que no logró ganar un diputado en el Parlamento Europeo por primera vez desde su creación en 2003, y que posteriormente fue abandonado por varios de los miembros del partido en el parlamento, lo que llevó al colapso del grupo parlamentario del partido.

### Cambios a la constitución y nuevo código electoral
Después de aprobarse la enmienda del artículo 56 de la Constitución en abril de 2022, para ser elegibles para las elecciones, los candidatos deben tener al menos 21 años el día de la elección, no estar afiliados a un estado extranjero y residir permanentemente en Lituania, mientras que anteriormente, los candidatos debían tener al menos 25 años el día de la elección. No son elegibles las personas que estén cumpliendo o deban cumplir una condena impuesta por el tribunal 65 días antes de la elección. Tampoco podrán ser elegidos los jueces, los ciudadanos que presten el servicio militar, los militares del servicio militar profesional y los funcionarios de instituciones y establecimientos estatutarios. Además, una persona que haya sido destituida de su cargo mediante un juicio político podrá ser elegida después de un período de 10 años a partir del juicio político.
El Código Electoral fue adoptado el 23 de junio de 2022. El Código sustituyó varias leyes electorales e introdujo varios cambios en las elecciones parlamentarias. En primer lugar, dio la posibilidad de establecer más de un distrito electoral a nivel mundial. En segundo lugar, se eliminó la prohibición de que los partidos políticos realizaran campaña los sábados (por ejemplo, el día antes de las elecciones).

### Políticos impugnados que podrán optar a la reelección
| Político                                   | Partido | Partido                             | Impeachment             | Elegibilidad            |
| ------------------------------------------ | ------- | ----------------------------------- | ----------------------- | ----------------------- |
| Presidente de la República Rolandas Paksas |         | Independiente                       | 6 de abril de 2004      | 6 de abril de 2014      |
| Miembro del Seimas Linas Karalius          |         | Partido de la Resurrección Nacional | 11 de noviembre de 2010 | 11 de noviembre de 2020 |
| Miembro del Seimas Neringa Venckienė       |         | El Camino del Coraje                | 19 de junio de 2014     | 19 de junio de 2024     |

### Cambios de límites
En 2023, se rediseñaron los distritos electorales uninominales. La mayoría de los cambios de límites tuvieron lugar en Klaipėda, Kaunas, Vilna y sus suburbios.
La Acción Electoral de Polacos en Lituania - Alianza de Familias Cristianas (LLRA-KŠS) acusó algunos cambios de límites como un intento de 'dilución artificial del electorado minoritario'.

## Sistema electoral
El Seimas tiene 141 miembros, elegidos para un mandato de cuatro años en votaciones paralelas, con 71 miembros elegidos en distritos electorales de un solo escaño y 70 miembros elegidos por representación proporcional. La votación en las elecciones está abierta a todos los ciudadanos de Lituania que tengan al menos 18 años.
Los miembros del parlamento de los 71 distritos electorales de un solo escaño se eligen por mayoría de votos, con una segunda vuelta que se lleva a cabo dentro de los 15 días, si es necesario. Los 70 escaños restantes se asignan a los partidos políticos participantes utilizando el método de resto más grande. Los partidos normalmente necesitan recibir al menos el 5% (7% para listas electorales multipartidistas) de los votos para poder optar a un escaño. Los candidatos toman los escaños asignados a sus partidos según las listas de preferencias presentadas antes de la elección y ajustadas por los votos de preferencia dados por los votantes.
Para ser elegible para las elecciones, los candidatos deben tener al menos 25 años el día de las elecciones, no estar bajo la lealtad de un estado extranjero y residir permanentemente en Lituania. Las personas que cumplen o deben cumplir una sentencia impuesta por el tribunal 65 días antes de las elecciones no son elegibles. Además, los jueces, los ciudadanos que realizan el servicio militar y los militares del servicio militar profesional y los funcionarios de instituciones y establecimientos estatutarios no pueden presentarse a las elecciones. Además, una persona que haya sido destituida de su cargo mediante un juicio político no puede ser elegida.
Para las elecciones de 2024, alrededor de 2,4 millones de personas tienen derecho a votar.

## Campaña
El 9 de abril de 2024, el presidente de Lituania, Gitanas Nausėda, anunció oficialmente el 13 de octubre de 2024 como fecha de las elecciones. El anuncio lanzó la campaña electoral, permitiendo a los participantes potenciales registrarse para las elecciones, recaudar fondos y hacer campaña en público.

### Partidos participantes
La siguiente es una lista de partidos registrados como participantes en las elecciones por la Comisión Electoral Central. Podían participar en las elecciones 23 partidos políticos que habían presentado sus listas de afiliados antes del 10 de abril de 2024, de conformidad con los requisitos legales. Veinte partidos políticos se inscribieron para las elecciones antes de la fecha límite del 22 de julio de 2024. Tres partidos, Partido 'Juntos con Vyčius' (KSV), el Movimiento por los Bosques - Joven Lituania y la Unión Cristiana, se retiraron de la carrera por su propia voluntad.El 9 de agosto de 2024 se registraron 15 listas electorales diferentes. En las elecciones participarán 1.742 candidatos: 1.091 hombres y 651 mujeres.
| Partido / Alianza | Partido / Alianza | Partido / Alianza | Abbr.    | Líder                          | Líder                     | Ideología                                          | Escaños          | Escaños  |
| Partido / Alianza | Partido / Alianza | Partido / Alianza | Abbr.    | Partido                        | Lista Electoral           | Ideología                                          | Última elección  | Actuales |
| ----------------- | --- | --- | -------- | ------------------------------ | ------------------------- | -------------------------------------------------- | ---------------- | -------- |
|                   | Unión de la Patria - Demócrata-Cristianos Lituanos Tėvynės sąjunga – Lietuvos krikščionys demokratai                                 | Unión de la Patria - Demócrata-Cristianos Lituanos Tėvynės sąjunga – Lietuvos krikščionys demokratai                                 | TS–LKD   | Gabrielius Landsbergis         | Ingrida Šimonytė          | Conservadurismo liberal Democracia cristiana       | 50/141           | 49/137   |
|                   | Unión de los Campesinos y Verdes Lituanos Lietuvos valstiečių ir žaliųjų sąjunga                                                     | Unión de los Campesinos y Verdes Lituanos Lietuvos valstiečių ir žaliųjų sąjunga                                                     | LVŽS     | Ramūnas Karbauskis             | Aurelijus Veryga          | Agrarismo Conservadurismo social                   | 32/141           | 17/137   |
|                   | Unión de Demócratas 'Por Lituania' Demokratų sąjunga "Vardan Lietuvos"                                                               | Unión de Demócratas 'Por Lituania' Demokratų sąjunga "Vardan Lietuvos"                                                               | DSVL     | Saulius Skvernelis             | Saulius Skvernelis        | Conservadurismo verde                              | separado de LVŽS | 16/137   |
|                   | Partido Socialdemócrata Lituano Lietuvos socialdemokratų partija                                                                     | Partido Socialdemócrata Lituano Lietuvos socialdemokratų partija                                                                     | LSDP     | Vilija Blinkevičiūtė           | Vilija Blinkevičiūtė      | Socialdemocracia                                   | 13/141           | 14/137   |
|                   | Movimiento Liberal Liberalų sąjūdis                                                                                                  | Movimiento Liberal Liberalų sąjūdis                                                                                                  | LS       | Viktorija Čmilytė-Nielsen      | Viktorija Čmilytė-Nielsen | Liberalismo clásico                                | 13/141           | 13/137   |
|                   | Partido de la Libertad Laisvės partija                                                                                               | Partido de la Libertad Laisvės partija                                                                                               | LP       | Aušrinė Armonaitė              | Aušrinė Armonaitė         | Liberalismo                                        | 11/141           | 10/137   |
|                   | Partido de las Regiones de Lituania Lietuvos regionų partija                                                                         | Partido de las Regiones de Lituania Lietuvos regionų partija                                                                         | LRP      | Jonas Pinskus                  | Jonas Pinskus             | Regionalismo                                       | 3/141            | 9/137    |
|                   | Amanecer de Nemunas Nemuno Aušra | Amanecer de Nemunas Nemuno Aušra | PPNA     | Remigijus Žemaitaitis          | Remigijus Žemaitaitis     | Populismo Nacionalismo                             | separado del PLT | 3/137    |
|                   | Coalición de la Paz Taikos koalicija                                                                                                 | Partido del Trabajo | DP       | Viktor Uspaskich               | Viktor Uspaskich          | Populismo                                          | 10/141           | 0/137    |
|                   | Coalición de la Paz Taikos koalicija                                                                                                 | Partido de la Democracia Cristiana                                                                                                   | LKDP     | Mindaugas Puidokas             | Viktor Uspaskich          | Derecha cristiana                                  | no participó     | 1/137    |
|                   | Coalición de la Paz Taikos koalicija                                                                                                 | Partido Samogitiano | ŽP       | Irena Stražinskaitė-Glinskienė | Viktor Uspaskich          | Regionalismo                                       | no participó     | 0/137    |
|                   | Acción Electoral de Polacos en Lituania - Alianza de Familias Cristianas Lietuvos lenkų rinkimų akcija – Krikščioniškų šeimų sąjunga | Acción Electoral de Polacos en Lituania - Alianza de Familias Cristianas Lietuvos lenkų rinkimų akcija – Krikščioniškų šeimų sąjunga | LLRA-KŠS | Waldemar Tomaszewski           | Waldemar Tomaszewski      | Intereses del Pueblo polaco Conservadurismo social | 3/141            | 2/137    |
|                   | Partido Verde Lituano Lietuvos žaliųjų partija                                                                                       | Partido Verde Lituano Lietuvos žaliųjų partija                                                                                       | LŽP      | Ieva Budraitė                  | Ieva Budraitė             | Liberalismo verde                                  | 1/141            | 0/137    |
|                   | Libertad y Justicia Laisvė ir teisingumas                                                                                            | Libertad y Justicia Laisvė ir teisingumas                                                                                            | PLT      | Artūras Zuokas                 | Artūras Zuokas            | Conservadurismo liberal                            | 1/141            | 0/137    |
|                   | Unión Pueblo y Justicia Tautos ir teisingumo sąjunga                                                                                 | Unión Pueblo y Justicia Tautos ir teisingumo sąjunga                                                                                 | TTS      | Petras Gražulis                | Artūras Orlauskas         | Nacional conservadurismo Euroescepticismo          | 0/141            | 0/137    |
|                   | Alianza Nacional Nacionalinis susivienijimas                                                                                         | Alianza Nacional Nacionalinis susivienijimas                                                                                         | NS       | Vytautas Radžvilas             | Vytautas Sinica           | Nacional conservadurismo Euroescepticismo          | 0/141            | 0/137    |
|                   | Partido Popular Lituano Lietuvos liaudies partija                                                                                    | Partido Popular Lituano Lietuvos liaudies partija                                                                                    | LLP      | Tauras Jakelaitis              | Eduardas Vaitkus          | Rusofilia Euroescepticismo duro                    | 0/141            | 0/137    |

## Encuestas

Curva de las encuestas para las elecciones parlamentarias lituanas de 2024.

## Resultados
|  | 19,70 % |

|  | 18,35 % |

|  | 15,26 % |

|  | 9,40 % |

|  | 7,85 % |

|  | 7,16 % |

|  | 4,62 % |

|  | 3,96 % |

|  | 2,93 % |

|  | 2,69 % |

|  | 2,24 % |

|  | 1,93 % |

|  | 1,72 % |

|  | 1,41 % |

|  | 0,77 % |

|  | 97.27 % |

|  | 0,14 % |

|  | 100.00 % |

|  | 52,20 % |

### Mapas de los resultados

Distritos uninominales – escaños ganados en la primera vuelta
Distritos uninominales – escaños ganados en la segunda vuelta
Resultados después de la segunda vuelta

### Miembros elegidos

#### Por circunscripción
| Distrito electoral | Distrito electoral                    | Últimas elecciones | Últimas elecciones             | Resultados                    | Resultados      | Resultados                               |
| Distrito electoral | Distrito electoral                    | Últimas elecciones | Últimas elecciones             | Diputado electo               | Partido ganador | Partido ganador                          |
| ------------------ | ------------------------------------- | ------------------ | ------------------------------ | ----------------------------- | --------------- | ---------------------------------------- |
| 1.                 | Senamiestis–Žvėrynas                  |                    | Viktorija Čmilytė-Nielsen      | Viktorija Čmilytė-Nielsen     |                 | LS mantiene el escaño                    |
| 2.                 | Naujamiestis–Vilkpėdė                 |                    | Žygimantas Pavilionis          | Žygimantas Pavilionis         |                 | TS-LKD mantiene el escaño                |
| 3.                 | Antakalnis                            |                    | Ingrida Šimonytė               | Ingrida Šimonytė              |                 | TS-LKD mantiene el escaño                |
| 4.                 | Žirmūnai                              |                    | Paulė Kuzmickienė              | Paulė Kuzmickienė             |                 | TS-LKD mantiene el escaño                |
| 5.                 | Fabijoniškės                          |                    | Aistė Gedvilienė               | Remigijus Motuzas             |                 | LSDP le quita el escaño a TS-LKD         |
| 6.                 | Šeškinė–Šnipiškės                     |                    | Mindaugas Lingė                | Mindaugas Lingė               |                 | TS-LKD mantiene el escaño                |
| 7.                 | Justiniškės–Viršuliškės               |                    | Paulius Saudargas              | Linas Kukuraitis              |                 | DSVL le quita el escaño a TS-LKD         |
| 8.                 | Pilaitė–Karoliniškės                  |                    | Radvilė Morkūnaitė-Mikulėnienė | Vytautas Sinica               |                 | NS le quita el escaño a TS-LKD           |
| 9.                 | Lazdynai                              |                    | Algis Strelčiūnas              | Laurynas Kasčiūnas            |                 | TS-LKD mantiene el escaño                |
| 10.                | Naujoji Vilnia                        |                    | Monika Navickienė              | Liutauras Kazlavickas         |                 | TS-LKD mantiene el escaño                |
| 11.                | Vilna Sur                             |                    | Agnė Bilotaitė                 | Česlav Olševski               |                 | LLRA-KŠS le quita el escaño a TS-LKD     |
| 12.                | Verkiai                               |                    | Dainius Kreivys                | Dainius Kreivys               |                 | TS-LKD mantiene el escaño                |
| 13.                | Pašilaičiai                           |                    | Vytautas Kernagis              | Eugenijus Gentvilas           |                 | LS le quita el escaño a TS-LKD           |
| 14.                | Naujininkai–Rasos                     | Distrito nuevo     | Distrito nuevo                 | Artūras Zuokas                |                 | PLT gana                                 |
| 15.                | Kalniečiai                            |                    | Arvydas Anušauskas             | Arvydas Anušauskas            |                 | TS-LKD mantiene el escaño                |
| 16.                | Savanoriai                            |                    | Marius Matijošaitis            | Orinta Leiputė                |                 | LSDP le quita el escaño a LP             |
| 17.                | Petrašiūnai–Gričiupis                 |                    | Kazys Starkevičius             | Darius Razmislevičius         |                 | LSDP le quita el escaño a TS-LKD         |
| 18.                | Panemunė                              |                    | Gintarė Skaistė                | Audrius Radvilavičius         |                 | LSDP le quita el escaño a TS-LKD         |
| 19.                | Aleksotas–Vilijampolė                 |                    | Vytautas Juozapaitis           | Robertas Kaunas               |                 | LSDP le quita el escaño a TS-LKD         |
| 20.                | Centras–Žaliakalnis                   |                    | Gabrielius Landsbergis         | Simonas Kairys                |                 | LS le quita el escaño a TS-LKD           |
| 21.                | Šilainiai                             |                    | Jurgita Šiugždinienė           | Laurynas Šedvydis             |                 | LSDP le quita el escaño a TS-LKD         |
| 22.                | Pajūris (Curonian Spit–West Klaipėda) |                    | Simonas Gentvilas              | Daiva Petkevičienė            |                 | PPNA le quita el escaño a LS             |
| 23.                | Danė (Klaipėda Norte)                 |                    | Arvydas Pocius                 | Audrius Petrošius             |                 | TS-LKD mantiene el escaño                |
| 24.                | Baltija (Klaipėda Centro)             |                    | Audrius Petrošius              | Vytautas Grubliauskas         |                 | LSDP le quita el escaño a TS-LKD         |
| 25.                | Marios (Klaipėda Sur)                 |                    | Ligita Girskienė               | Ligita Girskienė              |                 | LVŽS mantiene el escaño                  |
| 26.                | Saulė (Šiauliai Sur)                  |                    | Domas Griškevičius             | Domas Griškevičius            |                 | DSVL antes independente                  |
| 26.                | Saulė (Šiauliai Sur)                  |                    | Domas Griškevičius             | Domas Griškevičius            |                 | DSVL antes independente                  |
| 27.                | Aušra (Šiauliai Norte)                |                    | Stasys Tumėnas                 | Roma Janušonienė              |                 | LSDP le quita el escaño a LVŽS           |
| 28.                | Nevėžis (Panevėžys Norte)             |                    | Bronislovas Matelis            | Ramūnas Vyžintas              |                 | LSDP le quita el escaño a TS-LKD         |
| 29.                | Panevėžys Oeste                       |                    | Deividas Labanavičius          | Andrius Busila                |                 | LSDP le quita el escaño a LVŽS           |
| 30.                | Alytus                                |                    | Vytautas Bakas                 | Jurgita Šukevičienė           |                 | LSDP le quita el escaño al independente  |
| 31.                | Gargždai                              |                    | Petras Gražulis                | Alvydas Mockus                |                 | LSDP le quita el escaño al independente  |
| 32.                | Šilutė                                |                    | Zigmantas Balčytis             | Daiva Žebelienė               |                 | PPNA le quita el escaño a LRP            |
| 33.                | Aukštaitija (Panevėžys )              |                    | Guoda Burokienė                | Modesta Petrauskaitė          |                 | LSDP le quita el escaño a LVŽS           |
| 34.                | Tauragė                               |                    | Romualdas Vaitkus              | Tadas Sadauskis               |                 | PPNA le quita el escaño a LS             |
| 35.                | Plungė–Rietavas                       |                    | Jonas Varkalys                 | Tomas Domarkas                |                 | PPNA le quita el escaño a LS             |
| 36.                | Mėguva (Palanga)                      |                    | Mindaugas Skritulskas          | Karolis Neimantas             |                 | PPNA le quita el escaño a TS-LKD         |
| 37.                | Kuršas (Kretinga–Skuodas)             |                    | Antanas Vinkus                 | Violeta Turauskaitė           |                 | LSDP le quita el escaño a LVŽS           |
| 38.                | Mažeikiai                             |                    | Laima Nagienė                  | Ingrida Braziulienė           |                 | LSDP le quita el escaño a LVŽS           |
| 39.                | Samogitia Norte (Naujoji Akmenė)      |                    | Valius Ąžuolas                 | Tomas Martinaitis             |                 | LSDP le quita el escaño a LVŽS           |
| 40.                | Telšiai                               |                    | Valentinas Bukauskas           | Agnė Jakavičiūtė-Miliauskienė |                 | DSVL le quita el escaño a DP             |
| 41.                | Kelmė–Šilalė                          |                    | Remigijus Žemaitaitis          | Remigijus Žemaitaitis         |                 | PPNA antes de PLT                        |
| 41.                | Kelmė–Šilalė                          |                    | Remigijus Žemaitaitis          | Remigijus Žemaitaitis         |                 | PPNA antes de PLT                        |
| 42.                | Raseiniai–Josvainiai                  |                    | Matas Skamarakas               | Matas Skamarakas              |                 | LSDP mantiene el escaño                  |
| 43.                | Kėdainiai                             |                    | Tomas Bičiūnas                 | Viktoras Fiodorovas           |                 | Independente le quita el escaño a LSDP   |
| 44.                | Radviliškis–Tytuvėnai                 |                    | Antanas Čepononis              | Saulius Luščikas              |                 | LSDP le quita el escaño a TS-LKD         |
| 45.                | Šiauliai                              |                    | Rima Baškienė                  | Eimantas Kirkutis             |                 | LVŽS mantiene el escaño                  |
| 46.                | Žiemgala Oeste (Joniškis)             |                    | Liudas Jonaitis                | Vaida Aleknavičienė           |                 | LSDP mantiene el escaño                  |
| 47.                | Žiemgala Este (Pakruojis–Pasvalys)    |                    | Antanas Matulas                | Ilona Gelažnikienė            |                 | LSDP le quita el escaño a TS-LKD         |
| 48.                | Sėla Oeste (Biržai–Kupiškis)          |                    | Valdemaras Valkiūnas           | Lilija Vaitiekūnienė          |                 | LSDP le quita el escaño al independente  |
| 49.                | Deltuva Norte (Anykščiai)             |                    | Tomas Tomilinas                | Arūnas Dudėnas                |                 | LSDP le quita el escaño a LVŽS           |
| 50.                | Sėla Este (Rokiškis–Zarasai)          |                    | Vidmantas Kanopa               | Tadas Barauskas               |                 | LSDP mantiene el escaño                  |
| 51.                | Utena                                 |                    | Edmundas Pupinis               | Vitalijus Šeršniovas          |                 | Independente le quita el escaño a TS-LKD |
| 52.                | Nalšia Norte (Ignalina–Visaginas)     |                    | Algimantas Dumbrava            | Jevgenij Šuklin               |                 | LS le quita el escaño a LVŽS             |
| 53.                | Nalšia Sur (Molėtai–Švenčionys)       |                    | Gintautas Kindurys             | Šarūnas Birutis               |                 | LSDP le quita el escaño a LVŽS           |
| 54.                | Marijampolė                           |                    | Andrius Vyšniauskas            | Karolis Podolskis             |                 | LSDP le quita el escaño a TS-LKD         |
| 55.                | Riešė                                 |                    | Rita Tamašunienė               | Daiva Ulbinaitė               |                 | TS-LKD le quita el escaño a LLRA-KŠS     |
| 56.                | Šalčininkai–Vilnius                   |                    | Beata Petkevič                 | Jaroslav Narkevič             |                 | LLRA-KŠS mantiene el escaño              |
| 57.                | Nemenčinė                             |                    | Česlav Olševski                | Rita Tamašunienė              |                 | LLRA-KŠS mantiene el escaño              |
| 58.                | Trakai–Vievis                         |                    | Kęstutis Vilkauskas            | Kęstutis Vilkauskas           |                 | LSDP mantiene el escaño                  |
| 59.                | Kaišiadorys–Elektrėnai                |                    | Silva Lengvinienė              | Algimantas Radvila            |                 | LSDP le quita el escaño a LP             |
| 60.                | Jonava                                |                    | Eugenijus Sabutis              | Eugenijus Sabutis             |                 | LSDP mantiene el escaño                  |
| 61.                | Deltuva Sur (Ukmergė–Širvintos)       |                    | Juozas Varžgalys               | Indrė Kižienė                 |                 | LSDP le quita el escaño a LVŽS           |
| 62.                | Karšuva (Pagėgiai–Jurbarkas)          |                    | Ričardas Juška                 | Ričardas Juška                |                 | LS mantiene el escaño                    |
| 63.                | Sūduva Sur (Kalvarija–Simnas)         |                    | Kęstutis Mažeika               | Kęstutis Mažeika              |                 | DSVL antes del LVŽS                      |
| 63.                | Sūduva Sur (Kalvarija–Simnas)         |                    | Kęstutis Mažeika               | Kęstutis Mažeika              |                 | DSVL antes del LVŽS                      |
| 64.                | Sūduva Norte (Šakiai–Kazlų Rūda)      |                    | Giedrius Surplys               | Darius Jakavičius             |                 | LSDP le quita el escaño a LVŽS           |
| 65.                | Raudondvaris                          |                    | Viktoras Pranckietis           | Raminta Popovienė             |                 | LSDP le quita el escaño a LS             |
| 66.                | Garliava                              |                    | Justinas Urbanavičius          | Šarūnas Šukevičius            |                 | LSDP le quita el escaño a TS-LKD         |
| 67.                | Dainava (Prienai–Birštonas)           |                    | Andrius Palionis               | Jūratė Zailskienė             |                 | LSDP le quita el escaño a LRP            |
| 68.                | Vilkaviškis                           |                    | Algirdas Butkevičius           | Algirdas Butkevičius          |                 | DSVL antes de LŽP                        |
| 68.                | Vilkaviškis                           |                    | Algirdas Butkevičius           | Algirdas Butkevičius          |                 | DSVL antes de LŽP                        |
| 69.                | Dzūkija (Varėna)                      |                    | Juozas Baublys                 | Martynas Katelynas            |                 | LSDP le quita el escaño a LS             |
| 70.                | Jotvingiai (Lazdijai–Druskininkai)    |                    | Zenonas Streikus               | Linas Urmanavičius            |                 | DSVL antes del LVŽS                      |
| 71.                | Lituanos en el exterior               |                    | Aušrinė Armonaitė              | Dalia Asanavičiūtė            |                 | TS-LKD le quita el escaño a LP           |

#### Por la Representación Proporcional
| LSDP | TS-LKD | Amanecer de Nemunas |
| | | |
| 1. Vilija Blinkevičiūtė 2. Gintautas Paluckas 3. Juozas Olekas 4. Rasa Budbergytė 5. Inga Ruginienė 6. Algirdas Sysas 7. Dovilė Šakalienė 8. Laura Asadauskaitė 9. Julius Sabatauskas 10. Giedrius Drukteinis 11. Saulius Čaplinskas 12. Linas Jonauskas 13. Tadas Prajara 14. Rimantas Sinkevičius 15. Linas Balsys 16. Antanas Nedzinskas 17. Ruslanas Baranovas 18. Birutė Vėsaitė 19. Paulius Visockas | 1. Gabrielius Landsbergis 2. Radvilė Morkūnaitė-Mikulėnienė 3. Gintarė Skaistė 4. Agnė Bilotaitė 5. Matas Maldeikis 6. Liudas Mažylis 7. Audronius Ažubalis 8. Jurgis Razma 9. Arūnas Valinskas 10. Vytautas Kernagis 11. Kazys Starkevičius 12. Raimondas Kuodis 13. Valdas Rakutis 14. Giedrė Balčytytė 15. Aistė Gedvilienė 16. Emanuelis Zingeris 17. Arvydas Pocius 18. Vytautas Juozapaitis | 1. Agnė Širinskienė 2. Vytautas Jucius 3. Robert Puchovič 4. Artūras Skardžius 5. Aidas Gedvilas 6. Lina Šukytė-Korsakė 7. Kęstutis Bilius 8. Saulius Bucevičius 9. Mantas Poškus 10. Martynas Gedvilas 11. Petras Dargis 12. Raimondas Šukys 13. Dainius Varnas 14. Dainoras Bradauskas |
| DSVL | Movimiento Liberal | LVŽS |
| | | |
| 1. Saulius Skvernelis 2. Lukas Savickas 3. Jekaterina Rojaka 4. Virginijus Sinkevičius 5. Rima Baškienė 6. Tomas Tomilinas 7. Zigmantas Balčytis 8. Giedrimas Jeglinskas 9. Rūta Miliūtė | 1. Virgilijus Alekna 2. Edita Rudelienė 3. Viktoras Pranckietis 4. Arminas Lydeka 5. Andrius Bagdonas 6. Vitalijus Gailius 7. Simonas Gentvilas | 1. Aurelijus Veryga 2. Ignas Vėgėlė 3. Valius Ąžuolas 4. Bronis Ropė 5. Dainius Gaižauskas 6. Aušrinė Norkienė 7. Rimas Jonas Jankūnas |

## Análisis

### Primera vuelta
La participación en la primera ronda fue de 52%, un aumento en comparación con las elecciones anteriores, donde fue del 47%. Como se predijo en las encuestas, la primera vuelta vio el éxito del Partido Socialdemócrata Lituano (LSDP), que logró el primer lugar en votos por primera vez desde las elecciones de 2000; y en esa ocasión fue bajo una coalición entre el LSDP y el Partido Laborista Democrático de Lituania (LDDP), lo que llevó a su líder Vilija Blinkevičiūtė a declarar que: El tiempo de los conservadores ha terminado. El LSDP se beneficia de una campaña centrada en temas económicos y sociales, incluyendo un aumento de los impuestos progresivos a los más ricos junto con una reducción de los impuestos a las familias con niños, una reducción del IVA, un impuesto más alto a los bienes de lujo, así como un aumento de los presupuestos para servicios sociales y pensiones. Dominada por la cuestión del poder adquisitivo a pesar de una economía en mucho mejor que sus vecinos europeos con un crecimiento esperado de 3.1 % en 2025 y un aumento de los salarios, la campaña electoral había visto los problemas de las clases populares, los jóvenes y los jubilados, enfrentados con una dificultad creciente en el costo de la vida.
Aunque relegada a un segundo plano, la gestión de la guerra en Ucrania y de la inmigración también pesó en la campaña penalizando al gobierno y favoreciendo el voto a los partidos populistas. En primer lugar, el Amanecer de Nemunas, fundado por Remigijus Žemaitaitis, ocupa el tercer lugar con más de 15% de los votos en su primera participación en unas elecciones, pero carga con un historial de antisemitismo por parte de su líder principal lo que lleva a la mayoría de las otras formaciones a proponer un cordón sanitario para excluirlo de cualquier gobierno. Sin embargo, esta exclusión temprana no impide que el partido prometa apoyar a Blinkevičiūtė para su nominación y votación como primera ministra. Amanecer de Nemunas fue seguido por la Unión de Demócratas 'Por Lituania' (DSVL) de Saulius Skvernelis, que salió victorioso tras su escisión de la Unión de los Campesinos y Verdes Lituanos (LVŽS), que quedó en sexto lugar. Al día siguiente de la primera vuelta, Blinkevičiūtė y Skvernelis acordaron públicamente una alianza para la segunda vuelta y la formación de un gobierno de coalición, mientras que la líder del LSDP también pidió al LVŽS que trabajara con ella para conseguir la mayor cantidad de escaños en la segunda vuelta.
Aunque quedó en segundo lugar, la Unión de la Patria - Demócrata-Cristianos Lituanos (TS-LKD) de la primera ministra Ingrida Šimonytė sufrió un revés significativo, mientras que sus aliados experimentaron resultados radicalmente diferentes. El Movimiento Liberal (LRLS) logró mantenerse firme e incluso experimenta un ligero avance en votos, mientras que el Partido de la Libertad (LP) no logra alcanzar el umbral electoral de 5%, lo que significó que el partido dependía de los distritos uninominales en la segunda vuelta para obtener una mínima representación ya que solo logró pasar a segunda vuelta en 3 distritos. La líder del Partido de la Libertad, Aušrinė Armonaitė Ministra de Economía e Innovación saliente, renunció el 3 de noviembre.

### Segunda vuelta
La segunda vuelta, celebrada el 27 de octubre, confirmó la victoria del LSDP, que obtuvo un total de 52 escaños de los 141. De los 37 candidatos que pasaron a segunda vuelta, 32 ganaron en sus distritos, mucho más de lo que el partido esperaba en su momento. Para una mención en particular, el partido ganó un escaño en la segunda ciudad del país, Kaunas, por primera vez desde 1992, un bastión histórico del TS-LKD. Este último sufrió un revés histórico. A pesar de que 33 de sus candidatos pasaron a segunda vuelta — Lo que le dio la esperanza de igualar o por lo menos no quedar tan atrás del LSDP en el resultado final. — el partido conservador finalmente solo ganó en diez distritos electorales, y sus rivales se beneficiaron de una estrategia basada en: todo excepto los conservadores; el partido logró 28 de 141 escaños, una pérdida neta de 22 comparado con las elecciones de 2020. Al día siguiente, Gabrielius Landsbergis, Ministro de Asuntos Exteriores del gobierno de Ingrida Šimonytė, anunció su dimisión como líder del TS-LKD en vista de la derrota del partido y de su fracaso personal en ganar el distrito electoral de Centras–Žaliakalnis de Kaunas, como curiosidad quien ganó ese distrito fue Simonas Kairys del Movimiento Liberal (LS) y ministro de Cultura del gobierno de Ingrida Šimonytė. Gabrielius Landsbergis pidió a los miembros de la Unión de la Patria - Demócrata-Cristianos Lituanos (TS-LKD) que eligieran a Ingrida Šimonytė como su sucesora, y el ministro de Educación saliente, Radvilė Morkūnaitė-Mikulėnienė, actuaría como ministro interino.
La victoria del LSDP fue seguida tres días después por el anuncio de Vilija Blinkevičiūtė de que no asumiría como primera ministra por razones relacionadas con su edad y salud. A propuesta suya, su antecesor al frente del LSDP, Gintautas Paluckas, se convirtió en el candidato del partido para ese cargo. La segunda vuelta también confirmó el fracaso de varios partidos, incluido el Partido del Trabajo que iba en coalición con otros 2 partidos y el Partido de las Regiones, para mantener la representación en el Seimas. Jonas Pinskus, al frente de este último dimitió el 6 de noviembre. Aunque quedó en tercer lugar en las elecciones y con la suma de los escaños proporcionales y los uninominales, logró 20 de 141 escaños, Amanecer de Nemunas (NA) sólo logró que cinco de sus trece candidatos fueran elegidos en la segunda vuelta. Este fracaso se atribuye a la nueva naturaleza del partido: las nuevas formaciones políticas lituanas que consiguen obtener buenos resultados en la representación proporcional a menudo no consiguen hacer lo mismo en la votación uninominal debido a la falta de notoriedad de sus candidatos.

## Formación del gobierno
El 7 de noviembre el Partido Socialdemócrata (LSDP) sorprendió al invitar a la Unión de Demócratas 'Por Lituania' (DSVL) y a Amanecer de Nemunas (NA) a las negociaciones para la formación de un nuevo gobierno. Esta apertura hacia NA, rechazada durante la campaña electoral por sus posiciones antisemitas, provocó fuertes críticas tanto en Lituania como en el extranjero. Los dirigentes del LSDP y de NA acusan a sus adversarios políticos de haber organizado estas críticas externas a través de sus conexiones internacionales. Sin embargo, Gintautas Paluckas intentó tranquilizar a sus socios prometiendo excluir a Remigijus Žemaitaitis el líder de Amanecer de Nemunas (NA) del nuevo gobierno.
El 19 de noviembre, el presidente Gitanas Nausėda nombró Paluckas oficialmente como primer ministro; dos días después, el 21 de noviembre, recibió la confianza de los diputados del Seimas por 88 votos a favor, 34 en contra y 6 abstenciones, abriéndose así un plazo de quince días para la formación de un nuevo gobierno.